# Karen Knorr
Karen Knorr (* 5. Januar 1954 in Frankfurt am Main) ist eine US-amerikanische Fotografin und Künstlerin deutscher Herkunft, die in London lebt und arbeitet. Ihre Fotoserien in Schwarz-weiß und Farbe setzen ironisch-kritische Akzente visueller und textlicher Art in Aufnahmen, die nur auf den ersten Blick dokumentarisch wirken. Die Themen reichen von Familie und Lebensstil bis zu Tieren und ihrer Darstellung im musealen Kontext.

## Leben
Karen Knorr wuchs in den 1960er Jahren in San Juan (Puerto Rico) auf. Später besuchte sie Schulen in Paris und London, wo sie von 1977 bis 1980 an der University of Westminster und von 1988 bis 1990 an der University of Derby (Derbyshire) studierte.
Seit 1980 hält die Künstlerin weltweit Vorträge und Vorlesungen, so etwa 1996 bis 2002 am Goldsmiths College für bildende Kunst an der Universität London. Seit 2010 hat sie einen Lehrstuhl für Fotografie an der University for the Creative Arts in Farnham (Surrey) inne.

## Themen im Werk
Karen Knorr stellte bereits in den 1970er Jahren Fotografien aus. Zu den frühen Arbeiten gehörte Belgravia (1979–1981), sozialkritische Schwarzweißbilder mit ironischen Texten, die den Lebensstil in der britischen Klassengesellschaft der Thatcher-Ära der späten 1970er und frühen 1980er Jahre zeigen. Die Aufnahmen ihrer wohl bekanntesten Serie, Gentlemen (1981–1983), entstanden im Saint James's Club in London und ironisieren die konservativen patriarchalen Werte Großbritanniens zur Zeit des Falklandkriegs.
Ab der Farbserie Connoisseurs (1986–1990) wird das kulturelle Erbe ein wichtiges Thema, hier zunächst noch bezogen auf Großbritannien und in Academies (1994–2001) auf das europäische Festland ausgeweitet. Seit einer Studienreise nach Rajasthan im Jahr 2008 beschäftigt sie sich fotografisch mit der Beziehung zwischen dem kulturellen Erbe im Fernen Osten, Gegenwart und weiblicher Subjektivität, wie sie in dem Band India Song (2015) sichtbar wird.

## Arbeitsweise und Stil
Knorr erarbeitet mit der Großformatkamera Fotoserien in Schwarz-weiß und Farbe, die im Sinne einer narrativen Fotografie Geschichten erzählen sollen, was durch ein sorgfältiges Arrangieren der Motive möglich wird.
Dabei kombiniert Knorr einerseits auf der technischen Ebene Analog- und Digitaltechnik: Negative werden eingescannt und später digital weiterverarbeitet. Auch Installationen (When will we ever learn? 2007) und Videotechnik (Being for Another, 1995) werden Teil ihres Werks.
Seit der Serie Fables (2004–2008) komponiert Knorr auch auf der Motivebene: In India Song (seit 2008) montiert sie beispielsweise in prächtige indische Palastbauten einzelne Tiere wie Löwen oder Pfaue hinein, die sie in Zoos oder in ausgestopftem Zustand fotografiert hat. Auf diese Weise kann sie einen ungewohnten Blick auf scheinbar Bekanntes ermöglichen und Klischees in Frage stellen, es entsteht ein Eindruck des Surrealen. Knorrs Werk lässt sich im weitesten Sinne in die Postmoderne einordnen, zeigt aber auch fotorealistische Elemente und ist in seiner ganz speziellen Kombination unverwechselbar.
Oft hat sie zu ihren Bildern Untertitel oder ironische Kommentare formuliert und so Bild und Sprache verschränkt.

## Publikation
- India Song. Skira, Milano 2015, ISBN 978-88-572-2235-6, in englischer Sprache

## Ausstellungen (Auswahl)

### Einzelausstellungen
- 2014/2015: Fotografien aus Belgravia und Gentlemen, Tate Gallery of Modern Art, London[6]
- 2014: Karen Knorr, Danziger Galerie, New York City[7]
- 2010: Karen Knorr. Favole, Museo di Fotografia Contemporanea, Villa Ghirlanda Silva, Mailand[8]

### Gruppenausstellungen
- 2012: Another London, Tate Britain, London
- 2012: The World in London. The Photographers' Gallery, London
- 2006: Tiefenschärfe, Kunsthalle Baden-Baden[9]
- 2000: Campi di oscillazione, CeSAC Caraglio, Caraglio, Italien
- 1984: Britain in 1984. The Photographers' Gallery, London

## Auszeichnungen (Auswahl)
- 2012 und 2011: Nominierung für den Deutsche Börse Photography Prize
- 2010: V Premio Internacional de Fotografía Contemporánea Pilar Citoler, Córdoba, für Flight to freedom[10]
- 1998: Forschungsstipendium der Hasselblad-Stiftung, Göteborg